# اللادينية في كرواتيا
يُعزى تزايد عدد السكان الكروات غير المتدينين إلى التحديث. على الرغم من أن إحصاء 2011 أظهر أن 4.57٪ فقط من الكروات يعتبرون أنفسهم غير متدينين، فإن استطلاعات رأي غالوب التي أُجرِيت في عامي 2007 و2008 وجدت أن 30.5٪ من المستجيبين لا يعتبرون الدين مهماً في حياتهم. أجرى مركز الأبحاث الياباني، دنتسو، دراسة استقصائية في عام 2006 خلص فيها إلى أن 13.2٪ من الكروات يعتبرون أنفسهم غير متدينين، مقارنة بـ7٪ وجدها استطلاع يوروباروميتر في جميع أنحاء أوروبا عام 2010.
تُِشير الدلائل إلى أن اللادينية هي الوضع الديني الأسرع نمواً في كرواتيا. ارتفع عدد اللاأدريين والمشككين بأكثر من 20 مرة في السنوات العشر الماضية، بينما تضاعف عدد الملحدين تقريباً. تُعزى الزيادة في اللاأدرية أيضاً إلى الشخصيات العامة التي تعلن نفسها لاأدرية، مثل الرئيس إيفو يجوسيبوفيتش. تم تأسيس العديد من المنظمات اللادينية خِلال العقد 2000، مثل Protagora وDavid وGlas razuma - Pokret za sekularnu Hrvatsku وNisam vjernik، والتي نظمت أعمالاً عامة مثل «مؤتمر العقل» وحملة «بلا إله بلا سيد».

## وصلات خارجية
- Protagora, udruga za zaštitu prava ireligioznih osoba i promicanje ireligioznog poimanja svijeta
- Nisam vjernik, neformalna skupina građana nevjernika u Hrvatskoj
- David, udruga građana za zaštitu ljudskih prava
- Glas Razuma - Pokret za sekularnu Hrvatsku
- Vjeronauk.org …jer vjeronauku je mjesto u crkvi.